# Johanna Racer
Johanna Racer, född 1734, död 1822, var en nederländsk företagsledare. Hon drev tygimportföretaget ‘Johanna Racer, wed. Tak’ som importerade tyger från Indien mellan 1764 och 1807 och räknas som en av de mest framgångsrika företagsledarna i Nederländerna under sin samtid. Företaget börjadse gå sämre på grund av den brittiska bomullsindustrin 1795 och 1807 överlät hon den åt sin brorsdotter med samma namn. 